# 打田志津
打田志津（日语：／ Uchida Shizuka，1989年7月26日—），日本女子羽毛球运动员。愛知縣大府市出生，畢業於大府市立大府中学校及岡崎城西高等学校，2008年4月加入日本Unisys株式會社，在2016年2月退役。

## 簡歷
2012年，打田志津在俄羅斯羽毛球大獎賽女單決賽，以0比2（19-21, 12-21）不敵隊友橋本由衣，屈居亞軍。
在2016年2月日本羽毛球聯賽結束後，打田志津宣布退役。

## 主要比賽成績
只列出曾進入準決賽的國際賽事成績：
| 年份   | 賽事                     | 公開賽級別 | 項目     | 拍檔     | 成績   |
| ------ | ------------------------ | ---------- | -------- | -------- | ------ |
| 2008年 | 荷蘭羽毛球大獎賽         | 大獎賽     | 女子單打 | －       | 準決賽 |
| 2010年 | 俄羅斯羽毛球大獎賽       | 大獎賽     | 女子單打 | －       | 準決賽 |
| 2010年 | 俄羅斯羽毛球大獎賽       | 大獎賽     | 女子雙打 | 栗原文音 | 準決賽 |
| 2010年 | 美國羽毛球黃金大獎賽     | 黃金大獎賽 | 女子單打 | －       | 準決賽 |
| 2010年 | 馬來西亞羽毛球國際挑戰賽 | 國際挑戰賽 | 女子單打 | －       | 準決賽 |
| 2010年 | 馬來西亞羽毛球國際挑戰賽 | 國際挑戰賽 | 女子雙打 | 栗原文音 | 準決賽 |
| 2011年 | 大阪羽毛球國際挑戰賽     | 國際挑戰賽 | 女子單打 | －       | 準決賽 |
| 2012年 | 奧地利羽毛球國際挑戰賽   | 國際挑戰賽 | 女子單打 | －       | 準決賽 |
| 2012年 | 大阪羽毛球國際挑戰賽     | 國際挑戰賽 | 女子單打 | －       | 準決賽 |
| 2012年 | 加拿大羽毛球大獎賽       | 大獎賽     | 女子單打 | －       | 準決賽 |
| 2012年 | 俄羅斯羽毛球大獎賽       | 大獎賽     | 女子單打 | －       | 亞軍   |
| 2013年 | 波蘭羽毛球公開賽         | 國際挑戰賽 | 女子單打 | －       | 冠軍   |
| 2013年 | 大阪羽毛球國際挑戰賽     | 國際挑戰賽 | 女子單打 | －       | 準決賽 |
| 2013年 | 日本羽毛球超級賽         | 超級賽     | 女子單打 | －       | 亞軍   |
| 2014年 | 俄羅斯羽毛球大獎賽       | 大獎賽     | 女子單打 | －       | 亞軍   |

| 2007-2017年 | 首要超級賽 | 超級賽 | 黃金大獎賽 | 大獎賽 | 國際挑戰賽 | 國際系列賽 | 未來系列賽 | 其他 |